# 勒姆斯庫格
勒姆斯庫格（挪威語：Rømskog）是挪威原東福爾郡的市镇。2020年1月1日并入艾于什庫格-赫蘭市镇，并隶属于新成立的维肯郡.